# Plaza del Rosel y San Blas (Soria)
La plaza del Rosel y San Blas es una vía pública ubicada en la céntrica calle del Collado de la ciudad de Soria (España). Su nombre proviene de una de las Doce Cuadrillas en las que estaba dividida la ciudad de Soria. Popularmente es conocida con el nombre de "Plaza de la Tarta", sobrenombre adquirido debido al Monumento a los Doce Linajes, cuya disposición se asemeja a la de una tarta.